# Народно читалище „Никола Йонков Вапцаров – 1866“
Народно читалище „Никола Йонков Вапцаров – 1866“ (предишно название „Съгласие“) е читалище в Благоевград. Намира се в центъра на града, на площад „Македония“ № 1. Регистрирано е под № 13 в Министерство на културата на България.

## История
Читалището е основано в 1866 година от жители на града (тогава Горна Джумая), организирани от възрожденския просветен деец и книжовник Димитър Бисеров. В 1913 година, след освобождаването и присъединяването на града към Царство България, Димитър Кощанов възобновява дейността на читалището под името „Съгласие“ и става негов председател. Читалището развива характерните културно-просветни дейности. В 1914 година читалищната библиотека получава дарение от Иван Цонев – три библиотечни шкафа с 400 ценни старопечатни книги.
Ръководители и активни членове на читалище „Съгласие“ са Иван Караджов, Асен Попаврамов, Георги Талев, Йордан Биров, Васил Мечкуевски, Спас Попнайденов, Кирил Момчев, д-р Владимир Бъчваров, Любен Милков, Сотир Мощански. След Деветнадесетомайския преврат (1934) читалищното настоятелство е в следния състав: майор Великов, д-р Борис Проевски, Павел Ингилизов, Иван Мициев, Борис Йорданов, Мара Николова, Славейко Попов, Стефан Николов и Любен Патронев.
През периода 1936 – 1944 г. председател на читалището е адвокат Петър Големинов. До 1944 г. сред дейците на читалището са Пенко Ненов, Борис Лисичев, Иван Киров, Георги Москов, Петър Арнаудов и др.
Читалището е юридическо лице, управлението му се избира на годишно отчетно събрание. Има почетни, благодетелни, действителни и спомагателни членове. Член е на Върховния читалищен съюз. Съгласно устава има следните цели и предмет на дейност: „... Да буди у гражданите на Горна Джумая интерес към четене и да способства за тяхното научно, нравствено и естетично развитие.... да разшири и закрепи придобитата в училището грамотност, да приобщи читалищните членове и гражданите изобщо с придобивките на духовната и материалната култура и да подпомогне стопанските и културните сдружения в гр. Горна Джумая“.
Читалище„Съгласие“ продължава дейността си и след Деветосептемврийския преврат от 1944 година.